# Forbo Sarlino
Forbo Sarlino est une entreprise située, 63 rue Gosset à Reims qui produit et fabrique des produits de revêtement de sol depuis 1924.

## Historique
Jusqu'en 1920, le linoléum utilisé en France était importé. Henri Faillant a eu l'idée, avec les Établissements Maréchal, de créer, en France, une usine de linoléum.
En 1924, il installe une première usine aux environs de Reims, et entreprend de réunir des dommages de guerre par voie d'apports en société en vue de la construction de l'usine de la Sarlino (Société Anonyme Rémoise du Linoléum).
À l’époque quelques maires de communes limitrophes de Reims ont protesté sur le déplacement des  dommages des guerres de leur commune vers Reims.
Il est soutenu dans sa démarche par deux banquiers Albert Oustric, célèbre par la faillite frauduleuse de sa banque en 1930, et Chapuis.
La construction de l’usine, rue Gosset, à la place d'un ancien site de production textile (schappe de soie) datant de 1905, mais ravagé par la Première Guerre, a lieu de 1924 à 1927.
La production de linoléum commence en septembre 1927.
L'emblème de l'entreprise était la cathédrale de Reims, symbole de la résistance, comme celle revendiquée par l’entreprise pour ses produits.
En 1929, le contrôle de la Sarlino est cédé à un groupe allemand.
En 1931, la Société Anonyme Rémoise du Linoléum devient Société Industrielle Rémoise du Linoléum.
Rapidement, en 1931, l'entreprise rémoise rejoint le consortium de fabricants « Continentale du linoléum ».
Avec l’appui technique et financier, de l’Union Continentale du Linoléum (premier cartel européen composé d'entreprises allemande, néerlandaise, suédoise et suisse), poursuit son développement pour devenir la première usine française de linoléum en volume.
L’usine subit de 1940 à 1946 d’importants dommages qui l’ont conduite à réduire son activité et à se reconvertir dans la fabrication d’un article synthétique pour semelle. L’usine a également été réquisitionnée pour faire fonctionner une ligne de montage d’avions de l’armée allemande.
Dans les années 1970, face à la montée en puissance des produits synthétiques, l’usine s’est reconvertie dans la fabrication de sols PVC et Textiles.
Aussi, quand le consortium devient « Forbo » dans les années 1970, le site rémois ajoute simplement « Sarlino », pour conserver son identité.
En 1997, le groupe suisse Forbo inaugure une plate-forme logistique de 14 000 mètres carrés sur son unité rémoise de production de revêtements de sol pour expédier sur toute l'Europe, les 7 millions de mètres carrés de revêtements de sol, textiles ou à composantes synthétiques, produits à Reims.

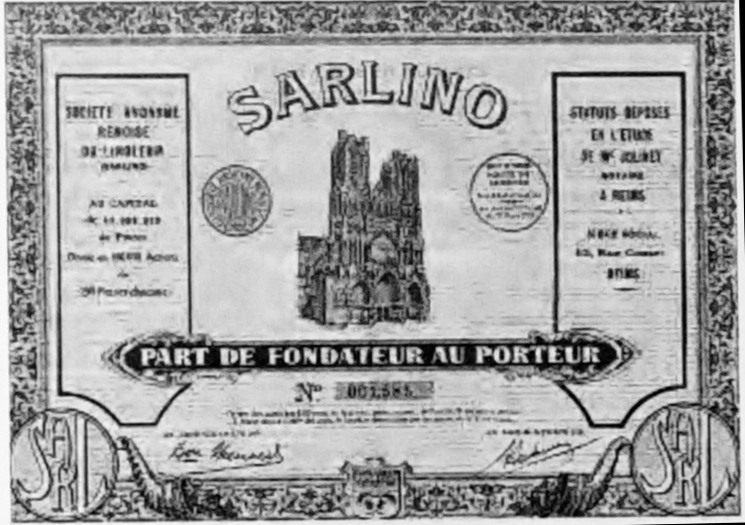
Publicité Sarlino

## Données économiques
En 2019, Forbo Sarlino à Reims, compte 211 salariés à Reims et réalise un chiffre d’affaires est de 174,7 millions d’euros. L’usine produit annuellement, 7 millions de m2 de sols PVC et près de 1 million de m2 de sol textile. Ses clients directs sont les grossistes.